# Wanderson (futebolista, nascido em 1988)
Wanderson Cristaldo Farias, mais conhecido como Wanderson (Em búlgaro: Вандерсон Крищалдо Фариаш; Coronel Sapucaia, 2 de janeiro de 1988), é um futebolista búlgaro-brasileiro que atua como ponta e meia. Atualmente está no Primavera.
Wanderson jogou por vários clubes no Brasil, porém foi no Ludogorets da Bulgária que teve seu maior destaque, conquistando diversos títulos com o clube.

## Carreira

### Categorias de base e início
Wanderson começou sua carreira profissional no CENE, mas depois se transferiu para o Iraty. Em 2010, assinou com o Sport Barueri. Retornou ao CENE em 2011 e atuou pelo clube na série D, marcando três gols.
Em janeiro de 2012, Wanderson assinou com o Oeste, marcando seu primeiro gol em 3 de fevereiro, no empate por 1 a 1 fora de casa contra o Santos . No mesmo ano, ele fez parte do time que conquistou a Série C, atuando 23 vezes e marcando quatro gols.
Em 23 de agosto de 2013, Wanderson assinou contrato com a Portuguesa. Em 14 de setembro, ele fez sua estreia na Série A , começando em uma derrota por 1 a 2 fora de casa contra o Fluminense . Seu primeiro gol na primeira divisão veio oito dias depois, em uma vitória por 1 a 0 fora de casa sobre o Internacional. 

### Ludogorets
No clube búlgaro, Wanderson teve amplo destaque, ganhando oito campeonatos Búlgaros seguidos, alcançando até uma convocação pela seleção búlgara.
Se despediu do clube em 2022, após 274 jogos, 68 gols, 76 assistências e 10 títulos.

### Retorno ao Brasil
Retornou ao Brasil para a disputa Campeonato Brasileiro Série B de 2022, teve contrato com o clube até 2023.
Em 2024 assina pelo Oeste para a disputa paulista A2.
Em 2025 acerta com Primavera para o seguimento do ano.

## Seleção Nacional
Nascido e criado no Brasil, Wanderson recebeu a cidadania búlgara em 2017 e, posteriormente, optou por jogar internacionalmente pela seleção búlgara . Em agosto de 2019, Wanderson recebeu sua primeira convocação para a Bulgária para a partida de Qualificações para a Eurocopa de 2020 contra a Inglaterra e para o amistoso contra a Irlanda nos dias 7 e 10 de setembro, fazendo sua estreia na derrota por 4 a 0 contra a primeira.

## Títulos
Oeste
- Série C: 2012

Ludogorets Razgrad
- Campeonato Búlgaro: 2014–15, 2015–16, 2016–17, 2017–18, 2018–19, 2019–20, 2020–21, 2021–22
- Supertaça da Bulgária: 2018, 2021

Sport
- Campeonato Pernambucano: 2023